# Panaungan
Panaungan is een bestuurslaag in het regentschap Tapanuli Selatan van de provincie Noord-Sumatra, Indonesië. Panaungan telt 475 inwoners (volkstelling 2010).